# Coenonycha stohleri
Coenonycha stohleri är en skalbaggsart som beskrevs av Saylor 1935. Coenonycha stohleri ingår i släktet Coenonycha och familjen Melolonthidae. Inga underarter finns listade i Catalogue of Life.